# نمذجة معلومات المباني

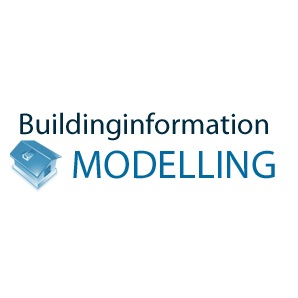

النمذجة الشاملة، أو نمذجة معلومات البناء (BIM) هي عملية توليد وإدارة بيانات المبنى خلال دورة حياته.
ينطوي هذا النوع من النمذجة على التصميم ككائنات (مبهمة وغير معروفة، عامة أو منتج معين، أشكال صلبة أو فراغية (مثل شكل الغرفة)) وتحمل تلك الكائنات خصائص هندسية والعلاقات والصفات المرتبطة بها. تسمح أدوات التصميم في نظام النمذجة المعلوماتية باستخراج مساقط مختلفة للمبنى للأغراض الإنتاجية واستخدامات أخرى. تتسق هذه المساقط مع بعضها البعض بشكل آلي—بمعنى أن الكائنات كلها تتطابق في مساقطها المختلفة من حيث الحجم والشكل والموقع—حيث يتم تعريف كل كائن مرة واحدة فقط، كما هو الحال في الواقع. تطابق المساقط الآلي يلغي العديد من الأخطاء التي تحدث من طريقة الرسم العادي لكل مسقط على حدة.
تتم العملية في العادة بواسطة برنامج نمذجة ثلاثية الأبعاد في الوقت الحقيقي بشكل ديناميكي لزيادة الإنتاجية في مجال التصميم والبناء والتشييد. تتنج هذه العملية النموذج المعلوماتي للمبنى والذي يضم العلاقات الفراغية والمعلومات الجغرافية والكميات وخصائص مكونات المبنى.
يمكن أيضا ان تحتوي كل قطعة (كالأثاث والتجهيزات) على وصلات لاختيارهم وطلبهم مباشرة أو الاستعلام عن أسعارهم لمعرفة التكاليف الكلية مع باقي المواد المستخدمة. ويعتبر هذا الأسلوب أكثر كفاءة وعملية من الطرق التقليدية في الاستعلام ومراقبة التكاليف في مشاريع البناء ويزيل هذا العديد من المعوقات والمفاجأت التي تطرأ خلال فترة التنفيذ بما أنه يمكن التحقق منها خلال مرحلة التصميم وتلافيها حتى لا تعوق العمل فيما بعد. أيضا، سيتم إجراء أية تغييرات أثناء عملية البناء الحقيقي في النموذج المعلوماتي للمبنى وابقاءه مقارب للحقيقة قدر الإمكان ويساعد فيما بعد في عمليات الصيانة والإدارة للمبنى. بالإضافة للتحكم في كل كائن على حدة، فإن عملية النمذجة هذه تحدد ارتباطات الكائن. فإذا تم مثلا تغير كائن معين مرتبط بشكل ما بكائن أخر فإن كلا الكائنين يتغيران تبعا للعلاقة بينهما وقد يرفض البرنامج هذا التغير لو كان يعارض العلاقات المنطقية الموجودة في النموذج بين الكائنات.

## بدايات النمذجة الشاملة
فيل برنشتاين، وهو مهندس معماري زميل المعهد الأمريكي للمعماريين وخبير استراتيجي بالصناعة، واستخدم لأول مرة BIM اختصارا ل «نمذجة معلومات البناء» بالإنجليزية "building information modeling.". [بحاجة لمصدر] ثم ساعد جيري لايزرين تعميم وتوحيد المصطلح كاسم مشترك للتمثيل الرقمي لعملية البناء وعرضت بعد ذلك في إطار المصطلحات المختلفة التي تبنتها عدة شركات مثل جرافي سوفت باسم «المبنى الافتراضي»، وشركة نظم بنتلي «نماذج المشروع المتكاملة»، وشركة أوتوديسك «نمذجة معلومات المباني» لتسهيل تبادل المعلومات والعمل المشترك في شكل رقمي. ووفقا له  وغيره، أول تطبيق فعلي لمفهوم النمذجة المعلوماتية كان المبنى الافتراضي بواسطة Graphisoft ArchiCAD، في أول ظهور له في عام 1987.

## التعريف

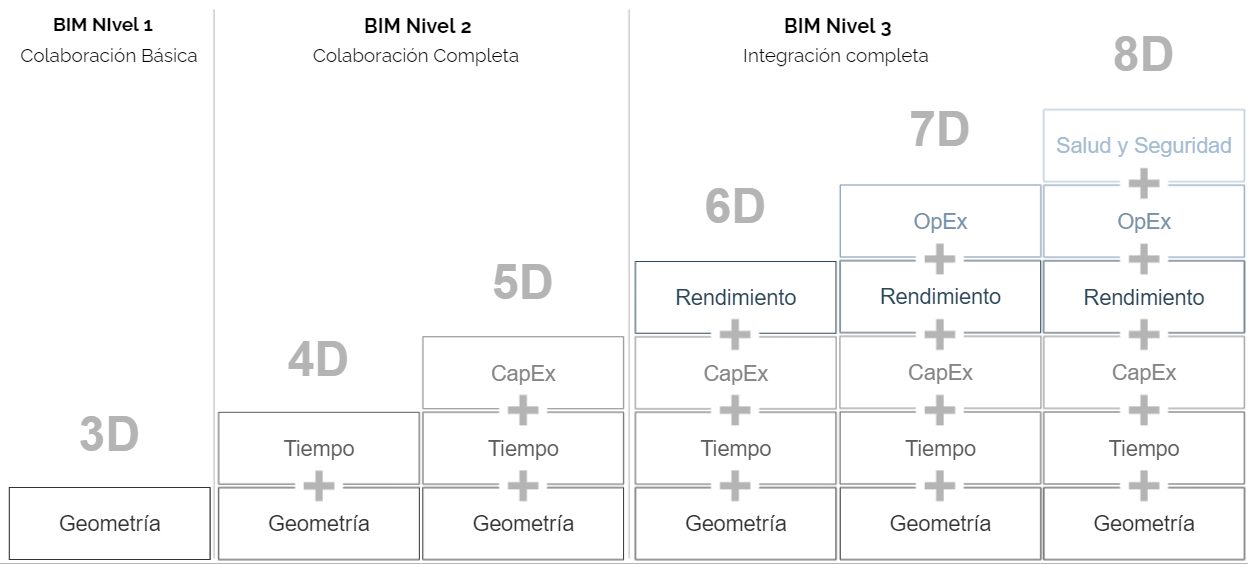
العلاقة بين مستويات BIM وأبعاد عملية البناء. في الأساس، يسمح BIM لجميع الوكلاء بالتعاون في مصدر واحد ومحدث للحقيقة. يمكن إضافة مستويات أعلى من خلال ربط BIM باستراتيجية التوأم الرقمي على مستوى المنطقة / المدينة من أجل الاستفادة من أوجه التآزر وفهم التبعيات بشكل أفضل.

تغطي النمذجة الشاملة الهندسة والعلاقات الفراغية وتحليل الضوء والمعلومات الجغرافية، وكميات وخصائص مكونات المبنى (على سبيل المثال تفاصيل المُصنعين). دورة حياة المبنى بكاملها يمكن تمثيلها بطريقة النمذجة المعلوماتية، بما في ذلك عمليات بناء وتشغيل منشأة. تعمل هذه الطريقة من النمذجة على تسهيل العديد من المهام مثل استخراج وتصنيف الكميات والمواصفات للمواد المستخدمة. ويمكن أيضا العمل بشكل جزئي لكل شخص في فريق العمل، كتوزيع مهام تنسيق الموقع والمباني والفرش الداخلي على أشخاص مختلفين ويعمل كل على حدة في نفس النموذج المركزي. النظم والمراحل والمجموعات يمكن اظهارها بشكل يتناسب مع مقياس منشأة بأكملها أو مجموعة منشأت. ويمكن أيضا تضمين معلومات حيوية من المبنى، مثل قياسات الاستشعار وإشارات التحكم من أنظمة البناء.

## مستويات نضج BIM
يتم استخدام مفهوم مستويات نضج BIM لوصف تعقيد عمليات إدارة المعلومات ضمن مشاريع BIM. يتم تحديد أربعة مستويات BIM (0-3) وفقًا لنموذج نضج BIM-Richards BIM. سيتيح لنا ذلك أن نكون دقيقين قدر الإمكان اعتمادًا على مرحلة المشروع والمتطلبات. مستوى التفاصيل (LoD) ومستوى المعلومات (LoI).
يشير LoD إلى العناصر الرسومية للنموذج. بينما يشير LoI إلى معلومات غير رسومية
• • المستوى 0: يمكن أن يشير هذا إلى سيناريو حيث يتم الحصول على معلومات المسح يدويًا في الموقع باستخدام الأشرطة  ومستويات التفريغ، ويتم رسمها باستخدام حزمة CAD بتنسيق غير منظم، ثم يتم توصيلها 
باستخدام قطع الورق.
• • المستوى 1: يمكن أن يكون هذا سيناريو حيث يتم الحصول على بيانات الموقع رقميًا باستخدام EDM (مقياس المسافة الإلكتروني، المعروف باسم "Total Station") ثم يتم نقله إلى بيئة CAD ثنائية وثلاثية الأبعاد تستخدم هياكل بيانات قياسية.
• • المستوى 2: قد يكون هذا سيناريو حيث يتم الحصول على بيانات الموقع رقميًا بتنسيق ثلاثي الأبعاد بطبيعته باستخدام ماسح ليزر، على سبيل المثال، والذي يتم نقله بعد ذلك
إلى بيئة نمذجة ثلاثية الأبعاد ذات معايير محددة ومحددة للانضباط، ولكنها تتواصل وتتعاون مع التخصصات الأخرى باستخدام معايير الصناعة
أدوات الواجهة (مثل IFCs)
• • المستوى 3 يدور حول إدارة دورة الحياة بأكملها من خلال مفهوم يسمى Open BIM. تفترض Open BIM أن هناك تعاونًا كاملاً بين جميع الأطراف المشاركة في تخطيط أو إنشاء أو تشغيل طوال دورة حياته.

## دورة حياة مشروع BIM
تقليديا تمر مشاريع البناء من خلال ثلاث مراحل رئيسية لدورة حياة المشروع. 1: التصميم [D] ، 2: البناء [C] و 3: العمليات [O]. في BIM ، تنقسم هذه المراحل أيضًا إلى مراحل فرعية والتي بدورها تنقسم أيضًا إلى أنشطة وأنشطة فرعية ومهام.